# Agrochola canicostata
Agrochola canicostata là một loài bướm đêm trong họ Noctuidae.